# Coleophora manifesta
Coleophora manifesta é uma espécie de mariposa do gênero Coleophora pertencente à família Coleophoridae.